# 陈潘二公祠
陈潘二公祠位于中国江苏省淮安市清江浦区闸口街道城东社区里运河畔轮埠路，吴公祠旁。占地面积2096平方米，建筑面积1019平方米。

## 历史
该祠原名陈公祠，创建于明正统年间，纪念永乐年间首任漕运总兵官、平江伯陈瑄。清乾隆年间加祀潘季驯，改为陈潘二公祠。该祠原在西门外，1950年代后位于大庆路光华化学厂院内，仅存歇山顶大殿一座。1997年，陈潘二公祠地块由淮阴卷烟厂征用，于是在2007年，迁移至轮埠路吴公祠旁复建。2009年竣工。大堂面阔5间，歇山顶，供奉陈碹、潘季驯坐像。

## 保护
1987年9月，陈潘二公祠列为第一批市级文物保护单位。